# Милош Мијић
Милош Мијић (Земун, 22. новембра 1989) српски је фудбалер који тренутно наступа за суботички Спартак.

## Трофеји и награде
Будућност Подгорица
- Куп Црне Горе : 2018/19.[8]
- Прва лига Црне Горе : 2019/20.[9]